# Mousel
Mousel, även kallat tariff, är ett kortspel i vilket det gäller att vinna minst ett, eller för givens del två, av de fyra stick man spelar om.
Spelarna får fyra kort var, utom given som får fem, av vilka ett vänds upp och bestämmer trumffärg. Resterande kort bildar en talong. Given lägger 4 marker i potten; övriga spelare gör detta bara i spelets början och när potten är tom. Spelarna byter sedan ut de kort de inte vill ha mot nya från talongen. Given sakar ett extra kort, så att alla har lika många. De spelare som inte lagt marker i potten har möjlighet att passa, det vill säga avstå från spel i den aktuella omgången.
Vid spelet om sticken måste färg följas. Vidare gäller att den som är renons måste, om möjligt, spela ett trumfkort. När omgången är färdigspelad vinner spelarna marker ur potten i proportion till antalet hemtagna stick. De spelare som inte tagit något stick alls får böta marker till potten, och samma sak gäller om given tagit mindre än två stick.